# Incident du Tōzen-ji
L'Incident du Tōzen-ji (東禅寺事件) est la prise pour cible et l'attaque de la délégation de diplomates britanniques installés au temple du Tōzen-ji à Tokyo le 28 mai 1861 et le 29 mai 1862.
Parmi les diplomates présents, On compte George S. Morrison, Laurence Oliphant, ou encore Rutherford Alcock.